# Объединённая Красная Армия
Объединённая Красная Армия (яп. 連合赤軍, Рэнго сэкигун) (ОКА) — японская леворадикальная организация, основанная 15 июля 1971 года и просуществовавшая до 28 февраля 1972 года, ставящая своей целью борьбу с японским империализмом посредством городской герильи.

## Создание

### Коммунистическая лига
В июле 1955 года, на 6-й Национальной конференции Коммунистической партии Японии произошло изменение партийной политики студенческого самоуправления, что оттолкнуло от КПЯ часть студенческого движения. В декабре 1958 года основная часть Всеяпонской федерации студенческого самоуправления (Дзэнгакурэн) вышла из состава КПЯ и сформировала Коммунистическую лигу (Бунд).

### Фракция Красной Армии
28 апреля 1969 года в Токио прошли масштабные митинги и протесты, посвященные Дню Окинавы, во время которого организации новых левых требовали возвращения японской администрации на остров, находящийся под управлением американской администрации по Сан-Францисскому мирному договору 1951. Протесты закончились ничем. Коммунистическая лига (Второй Бунд) испытала серьезные внутренние конфликты из-за политики насильственной борьбы. В результате, в сентябре того же года самые левые члены Лиги во главе с Такая Сиоми покинули организацию и основали Фракцию Красной Армии. Группировка выступала за политику вооруженного восстания до протестов в ноябре 1970 года, чтобы не допустить визита премьер-министра Эйсаку Сато в Соединенные Штаты, позиционируя протесты против продления Договора о безопасности в 1970 году как фактическую решающую битву (предварительная теория вооруженного восстания). Организация начала подготовку к ней, но потерпела неудачу из-за массовых арестов в инциденте на перевале Дайбосацу и подобных случаев. В ответ на массовые аресты, Такая Сиоми отстаивал «теорию международных баз» , которая гласила, что «мы создадим базы в социалистических странах и других странах, получим международную поддержку и осуществим японскую революцию», и что «нам также необходимо иметь базы для движения и союзные силы за рубежом». 31 марта 1970 года девять членов группы, включая председателя Комитета по военным делам Тамию Такамаро, покинули Японию и отправились в Северную Корею после угона Boeing 727 в Пхеньян в 1970 году. Однако организация пришла в упадок из-за последовательных арестов ее высокопоставленных членов, таких как Такая Сиоми.

### Фракция Революционных левых
В марте 1969 года Префектурный комитет Канагава КПЯ (революционной левой), известный как «Канагавские левые» и являвшимися сторонниками идей Мао Цзэдуна и Культурной революции, раскололся. Из их состава выделилась фракция Революционных левых, которая в сентябре того же года внезапно стала известна как самая экстремистская группировка, когда отряд смертниковворвался в аэропорт Ханэда, метая бутылки с зажигательной смесью на взлетно-посадочную полосу, чтобы помешать министру иностранных дел Айти Киити посетить СССР. Затем фракция вторглась на военные базы США Ёкота и Ацуги одну за другой к ноябрю того же года, проведя серию поджогов и взрывов с использованием динамита. Далее последовали нападения на полицейский участок Ками-Акацука и оружейный магазин в Мооке, раздобыв таким образом оружие.

### Формирование
Взаимоотношения между Фракцией Красной Армии и фракцией Революционных левых развивались во время митингов и демонстраций. Через несколько дней после нападения на полицейскую будку в Ками-Акацуке различные фракции Новых левых провели совместный мемориальный митинг в память о Харухико Cибано, убитого полицейским. Фракция Красной Армии опубликовала заявление, восхваляющее инцидент, который, как говорят, сблизил две организации. Союз между двумя организациями начался, когда у каждой из них были ресурсы, которые были нужны другой: Фракция Красной Армии имела деньги, полученные во время «Операции М», а Революционные левые — оружие. В конечном итоге это привело к тому, что группы сформировали альянс. В феврале 1971 года, часть Фракции Красной Армии, во главе с Фусако Сигэнобу и Цуёси Окудайра отправились в в Палестину, чтобы присоединиться к НФОП в качестве международных добровольцев, сформировав там Красную Армию Японии. Оставшаяся в Японии Центральная армия, военное крыло Фракции Красной Армии, и Народно-революционная армия, военное крыло Революционных левых, объединились в Объединенную Красную Армию, что было публично объявлено 15 июля 1971 года в журнале, который создали группы, под названием «Jūka» («Стрельба»).

## История
3 января 1972 года ОКА сформировала свой Центральный комитет (ЦК). В его состав вошли Цунэо Мори (председатель), Хироко Нагата (заместитель председателя), Хироси Сакагути (генеральный секретарь) и ещё четыре члена (в порядке убывания ранга): Коити Тэраока, Кунио Бандо, Такаси Ямада и Масакуни Ёсино. Всего в ЦК было семь человек, однако в реальности Мори обладал диктаторской властью, а Нагата и Бандо оказывали ему мощную поддержку.

### Инцидент в Инбануме[яп.]
Фракция Революционных левых задолго до объединения с Фракцией Красной Армии создавала горные базы в разных префектурах. С начала июня по август 1971 года, во фракции Революционных левых происходит дезертирство и несколько членов изъявляют желание покинуть организацию. Остальные члены принуждают их остаться, но 20-летний мужчина А и 21-летняя девушка Б сбегают из горной базы, 5 июня и 15 июля соответственно. Их побег имел потенциальную опасность для скрывающейся в горах группировки, так как мужчина А писал роман, содержащий улики к раскрытию местоположения горных баз и подрывал дисциплину в организации. 19 июля Хироко Нагата и Хироси Сакагути встречаются с Цунэо Мори в Токио для обсуждения объединения, где последний задается вопросом: «Разве шпионов и дезертиров не требуется казнить?». Таким образом, решение о казни было принято. 3 августа члены «отряда Бандо», который возглавлял Кунио Бандо, спаивают и усыпляют девушку Б, после чего душат ее полотенцем и хоронят раздетой, чтобы не оставлять улик, на берегу у озера Инбанума, префектура Тиба. 10 августа трое боевиков позвали мужчину А в квартиру в Токио, но тот был осторожен и отказывался от еды и питья. Когда он попытался уйти, его задушили и также захоронили раздетым у озера Инбанума. 

### Инцидент на горной базе[яп.]
В начале декабря 1971 года, группировка организовала первые совместные военные учения в японских Южных Альпах. В результате противоречий и открытой фракционной борьбы внутри организации, ее члены перешли к жесткому насилию, называя процесс избиения и пыток самокритикой и требуя глубокого «расследования». Сначала жертв расследования просто отстраняли от работы, но вскоре их стали подолгу держать на коленях, лишали еды и, наконец, избивали, чтобы «сосредоточиться на расследовании». Цунэо Мори исходил из того, что если их избить до потери сознания, то они проснутся другим человеком и станут настоящими революционерами, которых «коммунизировали». Это насилие рассматривалось лишь как «помощь следственному расследованию». Зимой между 1971 и 1972 годами, в результате пыток и избиений, погибло 12 из 29 человек.

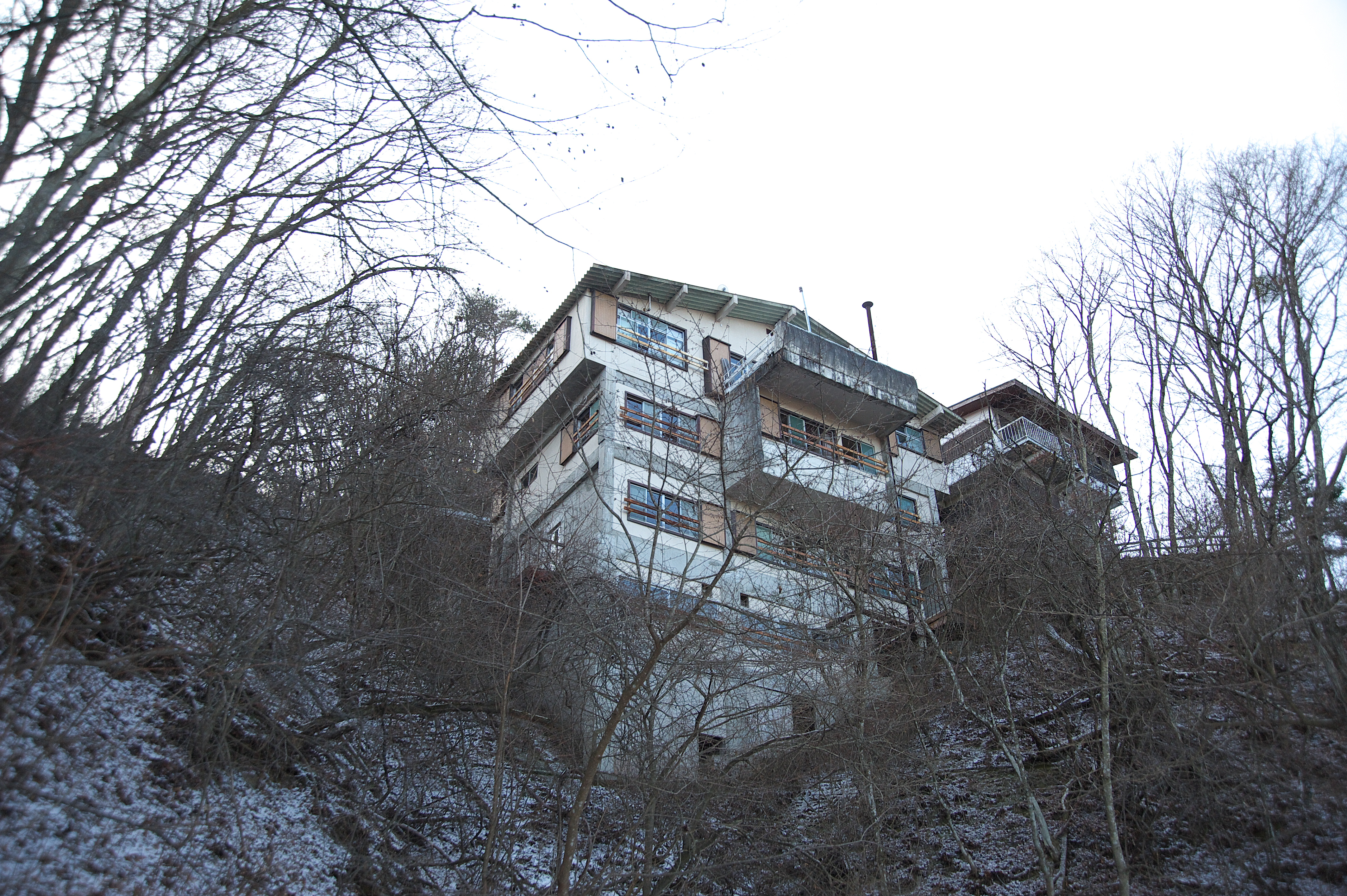
Пансионат Асама-Сансо в 2009 г.

### Инцидент Асама-Сансо
В начале февраля 1972 года, полиция смогла выйти на тренировочную базу ОКА. 15 февраля группа решила оставить лагерь, пойдя опасным маршрутом через горы в префектуре Нагано, чтобы не оставлять следов и стойкого запаха разложения, не пропадавшего из-за плохих гигиенических условий. На следующий день члены группы разделились на две. Одна группа была арестована вскоре после этого на железнодорожной станции Каруидзава, из-за их «подозрительного» внешнего вида. Оставшуюся группу из пяти человек полиция преследовала до подножия горы Асама, где беглецы ворвались в пансионат Асама-Сансо и взяли в заложники жену смотрителя. Здание пансионата представляло собой естественную крепость, что позволило боевикам держаться внутри на протяжении десяти дней, с 19 по 28 февраля 1972 года. Около полутора тысяч полицейских держали осаду здания, родители и друзья боевиков просили их сдаться, но красноармейцы отстреливались из-за выстроенных баррикад. В ночь перед штурмом, здание обстреливалось камнями из бейсбольной машины для метания мячей, а сам штурм транслировался в прямом эфире телекомпанией NHK с 9:40 утра до 8:20 вечера. По результатам штурма, двое полицейских было убито, 26 ранено, а все боевики были арестованы.

## Объединенная Красная Армия в культуре
О группировке был снят фильм 2007 года «Объединенная Красная Армия» режиссера Кодзи Вакамацу и документальный фильм 2019 года «Объединенная Красная Армия: Беспокойное наследие» от NHK World-Japan с интервью выживших членов группы.